# Пуласкі (Джорджія)
Пуласкі (англ. Pulaski) — місто (англ. town) в США, в окрузі Кендлер штату Джорджія. Населення — 211 особа (2020).

## Географія
Пуласкі розташоване за координатами 32°23′25″ пн. ш. 81°57′14″ зх. д. / 32.39028° пн. ш. 81.95389° зх. д. (32.390335, -81.953865).  За даними Бюро перепису населення США в 2010 році місто мало площу 2,07 км², з яких 2,06 км² — суходіл та 0,01 км² — водойми.

## Демографія
Згідно з переписом 2010 року, у місті мешкало 266 осіб у 71 домогосподарстві у складі 48 родин. Густота населення становила 129 осіб/км².  Було 88 помешкань (43/км²).
Расовий склад населення:
| - 66,5 % — білих - 22,9 % — чорних або афроамериканців - 10,5 % — осіб інших рас |

До двох чи більше рас належало 0,0 %. Частка іспаномовних становила 15,4 % від усіх жителів.
За віковим діапазоном населення розподілялося таким чином: 18,8 % — особи молодші 18 років, 59,4 % — особи у віці 18—64 років, 21,8 % — особи у віці 65 років та старші. Медіана віку мешканця становила 51,1 року. На 100 осіб жіночої статі у місті припадало 101,5 чоловіків;  на 100 жінок у віці від 18 років та старших — 109,7 чоловіків також старших 18 років.
Середній дохід на одне домашнє господарство  становив 41 486 доларів США (медіана — 36 875), а середній дохід на одну сім'ю — 47 813 долари (медіана — 50 375). За межею бідності перебувало 28,8 % осіб, у тому числі 36,4 % дітей у віці до 18 років та 0,0 % осіб у віці 65 років та старших.
Цивільне працевлаштоване населення становило 75 осіб. Основні галузі зайнятості: освіта, охорона здоров'я та соціальна допомога — 24,0 %, транспорт — 16,0 %, сільське господарство, лісництво, риболовля — 16,0 %.